# مخيم خان دنون
مخيم خان دنون أحد مخيمات اللاجئين الفلسطينيين ويقع المخيم بالقرب من آثار خان دنون التي بنيت قبل قرون عدة من أجل توفير مكان للمبيت للقوافل التجارية التي كانت تسير في الطريق القديم للتجارة بين القدس والقسطنطينية (إسطنبول كما تعرف اليوم). وفي عام 1948، وفرت تلك الأطلال ملاذا للاجئين الذين قدموا من شمال فلسطين بخاصة من قرى سهل الحولة. وقد تأسس المخيم، الذي يقع على مسافة 23 كيلومتر جنوب دمشق، رسميا بين عامي 1950-1951 فوق مساحة من الأرض تبلغ 0,03 كيلومتر مربع. تنحدر نسبة كبيرة من السكان من قريتي ملاحة والصالحية؛ فيما ينحدر سكان المخيم بشكل عام من قرى سهل الحولة في قضاء صفد ومنها المفتخرة، الدوارة، الخالصة، الزوق التحتاني، الزوق الفوقاني، خيام الوليد، جاحولا. إضافة إلى عشيرة طرمه والسوالمة من الجليل.